# Tobias Bröker
Tobias Bröker (* 1976 in Gronau) ist ein Herausgeber und Notenverleger mit Schwerpunkt der Digitalisierung von Autographen von Violinkonzerten des 20. Jahrhunderts. Darüber hinaus veröffentlicht er Biografien und Materialien über das Leben der Komponisten wie beispielsweise René Leibowitz.

## Biographie
Tobias Bröker studierte Sonderpädagogik und arbeitet zurzeit als Förderschullehrer in Stuttgart.
Um das Jahr 2000 begann er mit Recherchen zu den Kompositionen für Solovioline und Orchester im 20. Jahrhundert und baute in den folgenden Jahren ein umfangreiches Tonarchiv hierzu auf. Die Recherchen waren Grundlage des 2014 als E-Book herausgegebenen Katalogs The 20th century violin concertante. Das Komponisten- und Werkverzeichnis wurde im Jahr 2018 in die internationalen RILM Music Encyclopedias aufgenommen, wo es mit rund 7400 Katalogeinträgen verzeichnet ist.
Darüber hinaus veröffentlicht Bröker Notensätze vornehmlich bisher unbeachteter Manuskripte von Violinkompositionen. Die Veröffentlichungen wurden in die Archive der National- und Landesbibliotheken wie der Bayerischen Staatsbibliothek, der Sächsischen Landes- und Universitätsbibliothek Dresden, der Badischen Landesbibliothek oder der Széchényi-Nationalbibliothek eingepflegt, darunter Erstveröffentlichungen von Violinkonzerten von Josef Schelb, Siegfried Geißler, Carlos Veerhoff oder Albert Siklós. Brökers Archiv umfasst diverse autographe Manuskripte wie die musikalischen Nachlässe von Nicolas Dalayrac, Henri Martelli, Jacques Chailley, Claude Pascal, Jan Broekhuis, Franz Götze, Ernst Riemann, Phyllis Gummer, Adolf Sigmundt, Helmut May und Erich Keller, einen Teilnachlass von Carlos Veerhoff sowie weitere einzelne Autographen. Als Verleger vertritt er zeitgenössische Komponisten wie Karen De Pastel oder Wolfgang Gabriel.
Im Jahr 2016 deckte Bröker auf, dass das Violinkonzert von Tristan Foison identisch ist mit der Symphonie concertante pour violon et orchestre des französischen Komponisten Raymond Gallois-Montbrun.
Bröker ist Widmungsträger der revidierten Fassung des Violinkonzert des australischen Komponisten Barry McKimm, des Violinkonzerts Nr. 3 des finnischen Komponisten Eero Järvilehto sowie der Komposition Visions du Mont Fuji, pour violon et piano der französischen Komponistin Colette Mourey.

## Publikationen (Auswahl)

### Bücher
- The 20th century violin concertante: a repertoire catalogue of the compositions for violin concertante written between 1894 and 2006. 3. überarbeitete Auflage, Selbstverlag, Stuttgart 2016, ISBN 978-3-00-050001-5.[14]
- René Leibowitz to Editions Dynamo. The 114 letters of René Leibowitz to the Editions Dynamo of Pierre Aelberts between 1947 and 1951. Selbstverlag, Stuttgart 2018.[2]
- Women – Violin – 20th Century – A compendium of compositions for violin concertante by female composers written between 1894 and 2006. Selbstverlag, Stuttgart 2018.[14]
- René Leibowitz and Le canon énigme - the surviving parts and documents of the lost book "Le canon énigme" by René Leibowitz. Selbstverlag, Stuttgart 2020.[3]

### Aufsätze
- Und Prokofjew ist an allem Schuld [sic!]. Über eine Sammlung von modernen Werken für Violine und Orchester. In: Forum Musikbibliothek. Jg. 25, Heft 3, 2004, Seiten 257–379.
- Violinkonzerte des 20. Jahrhunderts. In: Forum Musikbibliothek. Jg. 32, Heft 1, 2011, Seite 53.
- Die vergessenen Violinkonzerte des 20. Jahrhunderts: So gelangen Interessierte leichter an Partituren. In: Forum Musikbibliothek. Jg. 38, Heft 3, 2017, Seiten 49–51.
- Die Druckhistorie des Klavierauszugs der Dreigroschenoper (UE 8851) In: Forum Musikbibliothek. Jg. 46, Heft 1, 2025, Seiten 18–23.